# Moleke
Moleke of Molentje is een buurtschap in de Nederlandse gemeente Sluis en de Belgische gemeente Sint-Laureins.
De buurtschap ligt tussen IJzendijke en Watervliet. Moleke bestaat uit vijf wegen namelijk: Veldzigt, Kasseiweg, Rovershoek, Zandstraat en Meuleken. De Kasseiweg hoort bij Nederland de rest hoort bij België. Het Nederlandse gedeelte bestaat maar uit twee panden. De buurtschap bestaat uit ongeveer 30 boerderijen.
Deelgemeenten: Sint-Jan-in-Eremo · Sint-Laureins · Sint-Margriete · Waterland-Oudeman · Watervliet

Overige dorpen en gehuchten: Bentille · Boterhoek · Celie · Comer · Hondseinde · Maagd van Gent · Moershoofde · Moleke · Mollekot · Oudemanspolder · Veldzicht · Zonne

Belgische gemeenten · Arrondissement Eeklo · Oost-Vlaanderen · Vlaanderen
Steden: Aardenburg · IJzendijke · Oostburg · Sint Anna ter Muiden · Sluis

Dorpen: Breskens · Cadzand · Eede · Groede · Hoofdplaat · Nieuwvliet · Retranchement · Schoondijke · Sint Kruis · Waterlandkerkje · Zuidzande

Buurtschappen: Akkerput · Bakkersdam · Balhofstede · Biezen · Boerenhol · Braamhul · De Brabander · De Bracke · Cadzand-Bad · Cathelijneschans/Schans · Dam · De Dam · Draaibrug · Halve Maantje · Hans Vriezeschans · Het Eiland · Goedleven · Groeneboomgaard · Grootendam/De Hoogedam · Heille · Hoogendijk · Hoogeweg · Kapitalendam · Ketelaarstraat · Klakbaan · Klein-Brabant · Konijnenberg · Koninginnehaven · Kruisdijk · Kruishoofd · Maagdenberg · Maagd van Gent (deels) · Maaidijk · Marollenput · Moershoofde (deels) · Moleke (deels) · Molentje · Mollekot (deels) · De Munte · Nieuwesluis · Nieuwland · Nieuwvliet-Bad · Nolle · Nummer Een · Oostburgsche Brug · Oosthoek (deels) · Oudeland · Oudemenne · De Pas · Plankenpoortje · Plakkebord · De Platluis · Polderstraat/Steenoven · 't Poldertje · Ponte · Ponte-Avancé · Pyramide · Rijksweg · Ronduit · Roodenhoek · Sasput · Scherpbier · Sint Pieter · Slepershaven/Slapershaven · Slijkplaat · Slikkenburg · Sluissche Veer · Smedekensbrugge · Spitsbroek · Steenhoven · Steenoven · Stenen Heule · Stroopuit · Terhofstede · Ter-Moere · Tol (Schoondijke) · Tol (Waterlandkerkje) · De Tol · Tragel · Turkeye · Valeiskreek · Veldzicht · Veldzicht (deels) · De Verkorting · Verklikker · Vuilpan · Wafeldorp · Waterhoek · Waterloo · Zandertje · Het Zwindorp

Historische plaatsen: De Keizer · Oude Stad (Aardenburg) · Pannenhuis · Potjes

Zeeland: Steden en dorpen in Zeeland      Nederland: Provincies · Gemeenten